# Matsuo Bashō
Matsuo Bashō (松尾 芭蕉, ; Tóquio, 1644 – Osaka, 28 de novembro de 1694),  ou simplesmente Bashō, foi o poeta mais famoso do período Edo no Japão. Durante sua vida, Bashô foi reconhecido por seus trabalhos colaborando com a forma haikai no renga. Atualmente, após séculos de comentários, é reconhecido como um mestre da sucinta e clara forma haikai. Sua poesia é reconhecida internacionalmente e dentro do Japão muitos dos seus poemas são reproduzidos em monumentos e locais tradicionais. Foi ele quem codificou e estabeleceu os cânones do tradicional haikai japonês.
Bashō foi introduzido à poesia em tenra idade e, depois de integrar-se na cena intelectual de Edo (nome antigo da cidade atual de Tóquio), rapidamente se tornou conhecido em todo o Japão. Ganhava a vida como professor, mas renunciou à vida urbana e social dos círculos literários e ficou inclinado a vagar por todo o país, rumo ao oeste, leste e distante ao deserto do norte para ganhar inspiração para seus escritos e haiku. Seus poemas são influenciados por sua experiência direta do mundo ao seu redor, muitas vezes englobando o sentimento de uma cena em alguns poucos elementos simples.

## Biografia

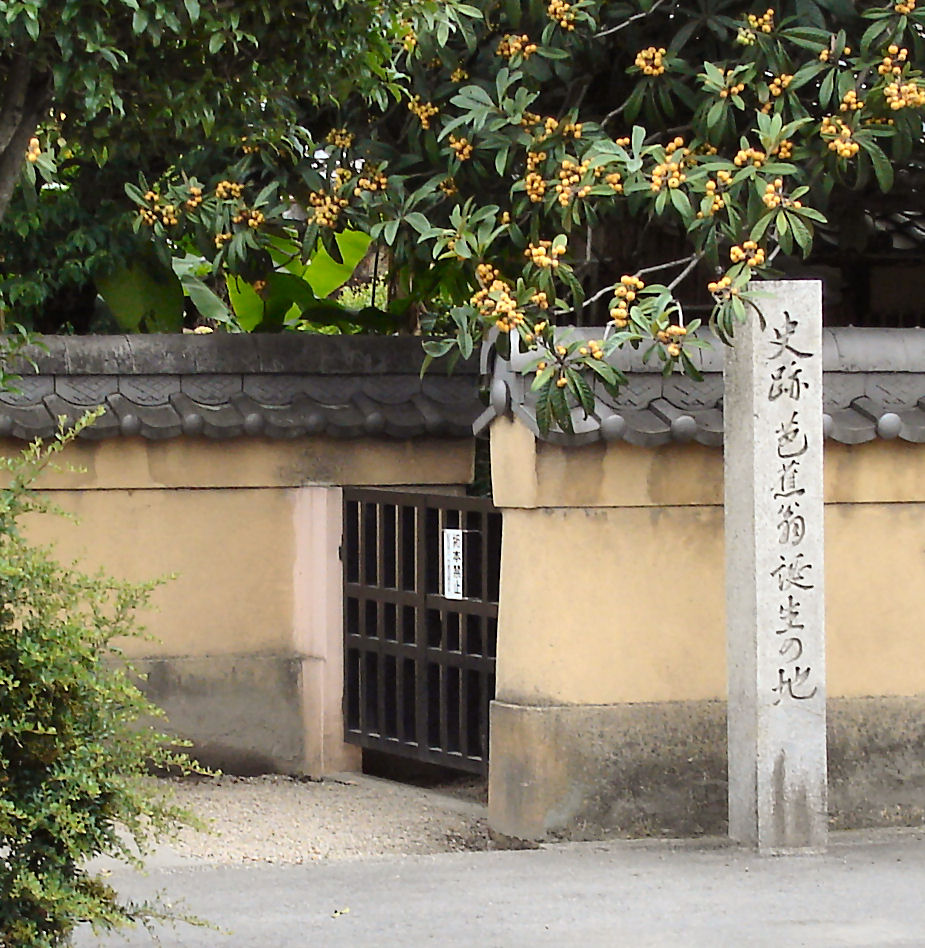
Suposto local de nascimento de Bashō na província de Iga.

Bashō nasceu Matsuo Kinsaku (松尾 金作) em torno de 1644, em algum lugar perto de Ueno na província de Iga. O pai dele pode ter sido um Samurai de baixa hierarquia, o que oferecia a Bashō uma carreira militar, mas não muita chance de uma vida notável. Tradicionalmente os biógrafos tem afirmado que ele trabalhava na cozinha. No entanto, Bashō quando criança se tornou um pajem de Tōdō Yoshitada (藤堂 良忠), que compartilhava com Bashō um amor pela haikai no renga, uma forma de composição poética cooperativa. As sequências eram abertas com um verso no formato mora 5-7-5. Esse verso foi nomeado um hokku, e mais tarde seria rebatizado para haiku quando apresentado como obra autônoma. O hokku seria seguido por uma adição 7-7 ligada por outro poeta. Bashō e Yoshitada passaram a usar o nome artístico haigō (俳号) ou haikai. Bashō era Sōbō (宗房), que era simplesmente a leitura on'yomi de seu nome samurai de Matsuo Munefusa (松尾 宗房). Em 1662 o primeiro poema existente por Bashō foi publicado. Em 1664 dois de seus hokku foram impressos em uma compilação e em 1665 Bashō e Yoshitada compuseram um renku de cem versos com alguns conhecidos.
A morte súbita de Yoshitada em 1666 encerrou a vida pacífica de Bashō como um pajem. Nenhum registro restou sobre essa época, mas acredita-se que Bashō desistiu da possibilidade de adquirir o status de samurai e saiu de casa. Os biógrafos têm proposto vários motivos e destinos, incluindo a possibilidade de um romance entre Basho e uma  miko xintoísta chamada Jutei (寿貞), o que é pouco provável para ser verdade. As próprias referências de Bashō sobre esse tempo são vagas. Ele lembrou que "ao mesmo tempo eu cobicei um posto oficial e a posse de terra" e que "houve um tempo em que eu fiquei fascinado com as formas de amor homossexual", mas não há indicação se ele estava se referindo à obsessão real ou à ficção. Estava indeciso quanto a tornar-se um poeta em tempo integral. De acordo com seu próprio relato, "as alternativas digladiavam-se em minha mente e fizeram minha vida agitada". Sua indecisão pode ter sido influenciada pelo status então ainda relativamente baixo de renga e haikai no renga mais como atividades sociais do que sérios esforços artísticos. Em qualquer caso, seus poemas continuaram a ser publicados em antologias em 1667, 1669 e 1671 e ele publicou a sua própria compilação de seus trabalhos e de outros autores da escola Teitoku, Seashell Game (貝おほひ, Kai Ōi), em 1672. Por volta da primavera do mesmo ano ele se mudou para Edo, para continuar seu estudo da poesia.
Nos círculos da moda literária de Nihonbashi, a poesia de Bashō foi rapidamente reconhecida por seu estilo simples e natural. Em 1674 ele foi introduzido no círculo íntimo da profissão haikai, recebendo ensinamentos secretos de Kitamura Kigin (1624-1705). Ele escreveu este hokku numa homenagem irônica ao Shogun:
kabitan mo / tsukubawasekeri / kimi ga haru
Os holandeses, também, / se ajoelham antes de Sua Senhoria, / mola sob seu reinado. [1678]
Autodenominou-se com o haigō de Tōsei e por volta de 1680 teve um trabalho em tempo integral ensinando vinte discípulos, que publicaram Os Melhores Poemas dos Vinte Discípulos de Tōsei (桃青門弟独吟二十歌仙, Tōsei-montei Dokugin-Nijukasen), anunciando sua ligação ao talento de Tōsei. Naquele inverno, tomou a surpreendente decisão de mudar-se para o outro lado do rio até Fukagawa, longe dos olhos do público e para uma vida mais reclusa. Seus discípulos construíram uma cabana rústica para ele e plantaram uma bananeira (芭蕉, bashō) no quintal, dando a Bashō um novo haigō e sua primeira casa permanente. Ele apreciou muito a planta, mas não estava satisfeito ao ver a miscanto nativa de Fukagawa crescendo junto com ela:
bashō uete / mazu nikumu ogi no / futaba kana
pela minha nova bananeira / o primeiro sinal de algo que eu detesto-/ um broto de miscanto! [1680]
Apesar de seu sucesso, Bashō cresceu insatisfeito e solitário. Começou a praticar meditação zen, mas não parece ter acalmado sua mente. No inverno de 1682 sua cabana incendiou-se e pouco depois, no início de 1683, sua mãe morreu. Em seguida, ele viajou para Yamura para ficar com um amigo. No inverno de 1683 seus discípulos lhe deram uma segunda cabana em Edo, mas seu temperamento não melhorou. Em 1684 seu discípulo Takarai Kikaku publicou uma compilação dele e de outros poetas, Shriveled Chestnuts (虚栗, Minashiguri). Mais tarde naquele ano, deixou Edo para a primeira de quatro grandes peregrinações.
É dessa época (1685) seu haikai mais célebre, No antigo lago, e também o seu livro mais famoso, Sendas de Oku.
Em sua última viagem, Bashō adoece em Osaka, antes de chegar ao local destinado, (Kiushu), e morre no dia 28 de novembro de 1694. Seu último haikai fala de sua jornada poética:
"tabi ni yande
yume wa kareno wo
kakemeguru"
"Doente em viagem
sonho em secos campos
Ir-me enveredar"

## Obras
- Minashiguri (1684) - Antologia de versos
- Nozarashi Kikô (1685) - Um relato de viagem
- Sumidawara (1694) - Última antologia de versos do poeta, publicada por seus discípulos.